# Casa Muley Afid
La casa Muley Afid è un edificio modernista che si trova nel quartiere Les Tres Torres di Barcellona, realizzato tra il 1911 e il 1914 dall'architetto Josep Puig i Cadafalch su incarico del sultano del Marocco Muley Afid.
Si tratta di un edificio isolato, circondato da un piccolo giardino, con verande e terrazze e con una torre a punta aguzza che domina il complesso.
All'esterno, le pareti bianche si integrano con l'uso del mattone come elemento decorativo, insieme alle piastrelle smaltate di colore verde e ai pannelli con graffiti sopra le aperture, in particolare nella tribuna decorata con colonne salomoniche in mattoni.
L'edificio è stato restaurato nel 2002 dagli architetti Pere Joan Ravetllat e Carme Ribas ed è sede del Consolato Generale del Messico.